# Trstenik
Trstenik este o arie protejată (sit de importanță comunitară — SCI) din Croația întinsă pe o suprafață de 13,94 ha, integral pe uscat.

## Localizare
Centrul sitului Trstenik este situat la coordonatele 45°29′23″N 14°27′20″E / 45.489817°N 14.455625°E.

## Înființare
Situl Trstenik a fost declarat sit de importanță comunitară în iulie 2013 pentru a proteja un număr necunoscut de specii din flora spontană și fauna sălbatică aflate în arealul zonei.

## Biodiversitate
Situată în ecoregiunea mediteraneană, aria protejată conține 2 habitate naturale: Mlaștini alcaline, Turbării active.
La baza desemnării sitului se află un număr nedeclarat de specii protejate.
Pe lângă speciile protejate, pe teritoriul sitului au mai fost identificate 5 specii de plante.